# Hostieneisen

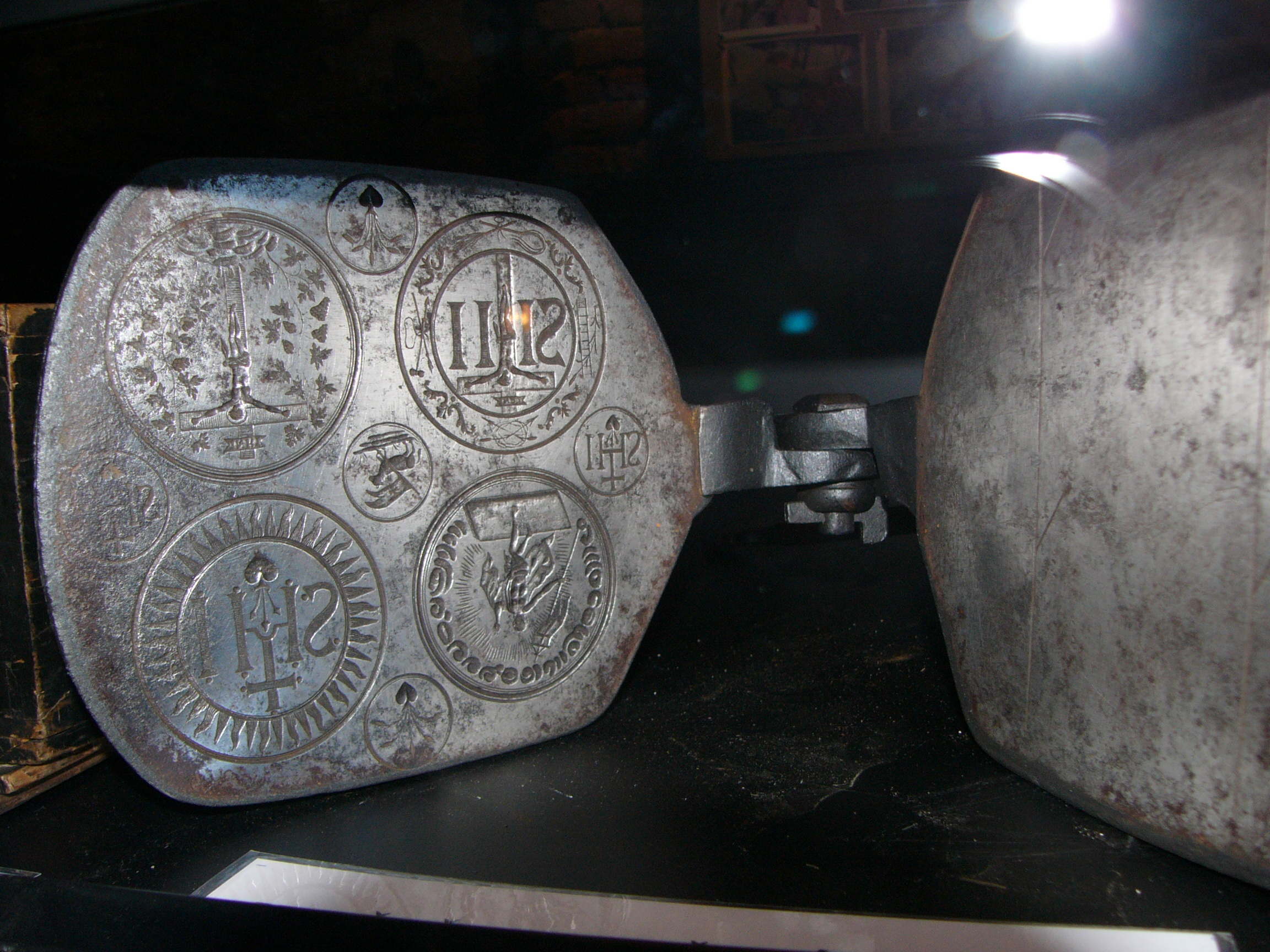
Hostieneisen

Ein Hostieneisen, auch Oblateneisen (lat. ferrum characteratum zu griech. χαρακτήρ „Stempel, Münzprägung“, also „Stempeleisen, Prägeeisen“, oder [ferrum] oblatorium zu oblata „Opfergaben“, also „Eisen für das Opferbrot, Oblateneisen“), ist eine Vorrichtung zum Backen von Hostien, die zur Spendung der Eucharistie verwendet werden. Solche Hostieneisen, dem Prinzip eines Waffeleisens ähnlich, bestehen aus zwei Platten, die durch Hebelwirkung zusammengeführt werden. Auf der unteren Platte eines Hostieneisens sind Schmuckdarstellungen für mehrere Hostien eingraviert, die durch den Druck auf den Teig übertragen und durch das Backen der Hostien fixiert werden.

## Geschichte
Schon in der frühchristlichen Zeit waren Altarbrote mit dem Zeichen des Kreuzes, teils auch mit einem Punkt versehen. Die ältesten solcher Darstellungen stammen aus den Katakomben.
Wegen der Heiligkeit des Sakraments der Eucharistie wollte man nicht, dass Altarbrote von weltlichen Bäckern angefertigt wurden. Während das Altarbrot in der Frühzeit der Kirche oft von christlichen Frauen zu Hause bereitet wurde, ging die Herstellung später an die Kleriker über, in den Gemeinden wie in den Klöstern. In der Regel des hl. Pachomius (um 325) wird den Mönchen empfohlen, sich bei der Bereitung des Altarbrotes der Betrachtung hinzugeben. Bis zum Mittelalter wurden nur vor drei oder vier großen Festen des Kirchenjahres in einem sehr feierlichen Ritus Hostien gebacken, später kam man von dieser Gewohnheit ab, da man davon ausging, dass sich die Substanz des Brotes während so langer Aufbewahrungszeit verändern würde. Der hl. Karl Borromäus etwa ordnete an, dass in seinem Bistum nur Hostien verwendet werden dürften, die nicht älter als zwanzig Tage waren. Die Kongregation für die Riten verurteilte die Praxis, in der Eucharistiefeier Hostien zu konsekrieren, die schon drei oder sechs Monate zuvor gebacken worden waren.
In den Klöstern (etwa auf dem Grundriss von St. Gallen angegeben) hatte man eigene Räume für die Bereitung des Altarbrots, Backöfen und Hostieneisen, in denen es in Oblatenform gepresst, gewöhnlich mit dem Symbol des Kruzifixes versehen wurde. Solche Eisen werden in den Schatzverzeichnissen mehrerer Klöster aufgeführt.
Der früheste Beleg des Gebrauches eines Hostien- oder Oblateneisens zur Herstellung von Altarbroten ist aus dem Karthago des 6. oder 7. Jahrhunderts überliefert, noch bevor die Stadt von den Arabern zerstört wurde. Auf diesem Eisen findet sich um das Christusmonogramm in Anlehnung an Hld 2,1  die Inschrift Hic est flos campi et lilium,  „Dies ist eine Blume des Feldes und eine Lilie“. Weitere Belege für den Gebrauch von Hostieneisen sind für das 9. Jahrhundert bezeugt.
Zwischen dem 9. und 11. Jahrhundert ging die Lateinische Kirche dazu über, zur Konsekration in der Heiligen Messe ungesäuertes Weizenbrot zu verwenden, aus Sorge vor Verunehrung des Allerheiligsten bei der Verwendung des leichter bröselnden gesäuerten Brotes. Allmählich begann man mit dem Backen von dünnen Brotscheiben zum Austeilen an die Gläubigen, um das vielfache Brechen des Brotes zu vermeiden. Diese wurden in einer Metallform gebacken. Auf den etwas größeren Zelebrationshostien für den Priester brachte man eine schmückende Prägung an – zunächst eine Kreuzkerbe wie bereits in den vorangegangenen Jahrhunderten, nun vorzugsweise reich verzierte Darstellungen, auch In- und Umschriften (imago Domini cum litteris, „Bildnis des Herrn mit Text“). Auch Franz von Assisi sorgte sich um schöne Hostieneisen in den Kirchen.
Die untere Platte eines solchen Eisens war mit zwei, vier oder sechs Schaubildern für Hostien versehen. Mit ihnen wurden etwa handgroße Hostien unterschiedlicher Dicke hergestellt. Bis zum Ende des 11. Jahrhunderts verringerte sich deren Größe erheblich, so dass man mit einem Hostieneisen nun vier Hostien, zwei große und zwei kleine, herstellen konnte. Im späten 11. Jahrhundert ging man allmählich zu dem Brauch über, große Zelebrationshostien für die Priester und kleine Hostien, von der Größe eines Geldstücks, für die Kommunikanten herzustellen. An den Hostieneisen, die aus dem 16. und 17. Jahrhundert in großer Zahl erhalten sind, lässt sich erkennen, dass die mit ihnen hergestellten Hostien den heute verwendeten recht ähnlich sind. Sie sind mit Abbildungen des Lammes auf dem Buch mit den sieben Siegeln, der Kreuzigung, dem Lamm Gottes oder dem von einer Weinranke umgebenen Christusmonogramm, von dem Strahlen ausgehen, reich verziert. Auch wurden besonders große Hostien für Monstranzen gebacken.